# Melampyrum polonicum
Melampyrum polonicum är en snyltrotsväxtart som först beskrevs av Gustave Beauverd, och fick sitt nu gällande namn av Soó. Melampyrum polonicum ingår i släktet kovaller, och familjen snyltrotsväxter. Inga underarter finns listade i Catalogue of Life.